# Port Maria
Port Maria is een kleine stad aan de noordkust van Jamaica.  Het is de hoofdstad van de parish Saint Mary. De plaats heeft een gerechtsgebouw uit 1820 en een kerk uit 1861. Nabij de kerk is het Tacky Monument als herinnering aan de slavenopstand (de Easter Rebellion) uit 1760 geleid door Tacky.